# John Beck
John Beck (* 28. Januar 1943 in Chicago, Illinois) ist ein US-amerikanischer Schauspieler.

## Leben und Karriere
Er gab 1965 sein Schauspiel-Debüt in der US-Serie Bezaubernde Jeannie. Es folgten zahlreiche Auftritte in verschiedenen Serien. In den 1970er Jahren spielte Beck auch größere Rollen in einigen Spielfilmen, oder im Horrorfilm Jenseits von Mitternacht oder das Drama Jenseits von Mitternacht. 1978 hatte er die Hauptrolle in der Science-Fiction-Fernsehverfilmung Die Zeitmaschine nach dem Roman von H. G. Wells. Seine wahrscheinlich bekannteste Fernsehrolle spielte er von 1983 bis 1986 als Mark Graison in Dallas, insgesamt wirkte er an 67 Folgen der Serie mit. Insgesamt umfasst Becks filmisches Schaffen mehr als 110 Film- und Fernsehproduktionen bis zum Jahr 2009.
John Beck ist seit 1971 mit dem Model Tina Shillibeer verheiratet. Das Paar hat vier gemeinsame Kinder.

## Filmografie (Auswahl)
- 1965: Bezaubernde Jeannie (I Dream of Jeannie, Fernsehserie, Folge 1x13)
- 1966: Cyborg 2087
- 1968: Auf welcher Seite willst Du liegen, Liebling? (Three in the Attic)
- 1969/1970: Bonanza (Fernsehserie, zwei Folgen)
- 1970–1975: Rauchende Colts (Gunsmoke, Fernsehserie, drei Folgen)
- 1970–1971: Sheriff ohne Colt und Tadel (Nichols, Fernsehserie, 24 Folgen)
- 1971: Lawman (Lawman)
- 1973: Pat Garrett jagt Billy the Kid (Pat Garrett & Billy the Kid)
- 1973: Der Westentaschen-Cowboy (Paperback Hero)
- 1973: Der Schläfer (Sleeper)
- 1975: Rollerball
- 1976: Auf der Fährte des Adlers (Sky Riders)
- 1976: Die haarsträubende Reise in einem verrückten Bus (The Big Bus)
- 1976: Der Ruf der Wildnis (The Call of the Wild, Fernsehfilm)
- 1977: Audrey Rose – das Mädchen aus dem Jenseits (Audrey Rose)
- 1977: Jenseits von Mitternacht (The Other Side of Midnight)
- 1978: Räder (Wheels, Miniserie)
- 1978: Die Zeitmaschine (The Time Machine, Fernsehfilm)
- 1980–1982: Flamingo Road (Fernsehserie, 38 Folgen)
- 1983–1986: Dallas (Fernsehserie, 67 Folgen)
- 1985: Agentin mit Herz (Scarecrow and Mrs. King, Fernsehserie, Folge 2x21)
- 1985: Love Boat (The Love Boat, Fernsehserie, Folge 8x25)
- 1985/1991: Mord ist ihr Hobby (Murder, She Wrote, Fernsehserie, zwei Folgen)
- 1987: Magnum (Fernsehserie, Folge 7x22)
- 1987: Tödliche Täuschung (Deadly Illusion)
- 1988: Perry Mason: Die Tote im See (Perry Mason: The Case of the Lady in the Lake, Fernsehfilm)
- 1990: Heißkalte Nächte (In the Cold of the Night)
- 1993: Renegade – Gnadenlose Jagd (Renegade, Fernsehserie, Folge 2x09)
- 1993: Diagnose: Mord (Diagnosis Murder, Fernsehserie, zwei Folgen)
- 1994: Baywatch – Die Rettungsschwimmer von Malibu (Baywatch)
- 1994: Star Trek: Deep Space Nine (Fernsehserie, Folge 2x25)
- 1995: Tage der Angst (Black Day Blue Night)
- 1996–2000: Walker, Texas Ranger (Fernsehserie, drei Folgen)
- 2000: Militia
- 2001: Final Crash – Concorde in den Tod (Crash Point Zero, Fernsehfilm)
- 2003: Timecop 2 – Entscheidung in Berlin (Timecop: The Berlin Decision)
- 2009: Mesmerize Me (Kurzfilm)